# La Femme enfant
La femme enfant (alemany: Die Stumme Liebe) és una pel·lícula dramàtica franco-alemanya del 1980 dirigida per Raphaële Billetdoux i protagonitzada per Klaus Kinski. Va competir a la secció Un Certain Regard del 33è Festival Internacional de Cinema de Canes.

## Sinopsi
Elisabeth, de tretze anys, viu en un suburbi industrial al nord de França. Dotada per la música, toca l'orgue a l'església local, mentre que els seus pares només estan interessats en la seva perruqueria. Des de fa tres anys, l'Elisabeth manté una relació romàntica secreta amb Marcel, un home de 45 anys que visita cada matí abans de l'escola, amb bicicleta fins a la seva casa solitària enmig del bosc.
Marcel calla i, exclòs del contacte amb els seus companys, s'ha vinculat profundament a Elisabeth a qui dedica una mena d'adoració. Entre aquests dos éssers incompresos es desenvolupa una relació apassionada, turmentada i possessiva, on el poder no sempre està del mateix costat. Perquè si aparentment Marcel és el més fort, també depèn terriblement de la bona voluntat de la seva jove amiga, que el pot fer patir cruelment en qualsevol moment, com el dia en què es perd la data en què tenia intenció de celebrar el seu aniversari. Al seu torn, Elisabeth és una amant submisa o una amant exigent.
I com el Lorelei del poema que recita a classe, Elisabeth serà per a Marcel la "femme fatale" que el portarà a la seva destrucció. De fet, quan ella va guanyar el concurs per a joves organistes, va marxar per continuar els seus estudis al Conservatori de Lilla, on estava allotjada en un internat. Sense atrevir-se a anunciar la seva sortida a Marcel, el deixa sense dir res, i és per casualitat, observant les converses dels clients a la perruqueria dels seus pares, que Marcel s'assabenta de la terrible veritat. Desesperat, es talla la gola amb la navalla del barber que li afaita la barba.

## Repartiment
- Klaus Kinski – Marcel
- Pénélope Palmer – Élisabeth
- Michel Robin – El pare
- Hélène Surgère – La mare
- Ary Aubergé – El botiguer
- Georges Lucas – El sacerdot

## Recepció
Fou exhibida en la secció de nous realitzadors del Festival Internacional de Cinema de Sant Sebastià 1980.